# 范国祥
范国祥（1928年—），男，北京人，中华人民共和国外交官，曾任第八届全国政协委员。